# National Space Science Data Center
National Space Science Data Center (NSSDC) (română Centrul de calcul național pentru știința spațiului) este un departament al Solar System Exploration Division (română Divizia pentru explorarea sistemului solar) de la NASA. A fost creat pentru arhivarea sistematică și accesarea datelor științifice colectate de misiunile NASA. NSSDC este situat la Goddard Space Flight Center (română Centrul de zbor spațial Goddard) de la NASA din Greenbelt, Maryland, SUA. NSSDC asigură publicului și cercetătorilor accesul liber la datele NASA, prin punerea acestora în "domeniul public". Datele furnizate sunt date științifice brute, încă neprelucrate, ca de exemplu imagini fotografice ș.a.

## Catalogul Principal
NSSDC atribuie pe plan mondial câte un identificator specific, International Designator, fiecărei rachete lansatoare și fiecărui satelit artificial. Acești identificatori facilitează utilizarea "Catalogului Principal" (engleză Master Catalog) (NMC), care este public. De exemplu, capsula Sputnik 1 are identificatorul 1957-001B, iar racheta sa purtătoare identificatorul 1957-001A.